# Sankt Felix
Sankt Felix (Italiaans: San Felice in Val di Non) is een plaats (frazione) in de Italiaanse gemeente Unsere Liebe Frau im Walde-Sankt Felix.